# Johann Wilhelm Wolff von Metternich zur Gracht

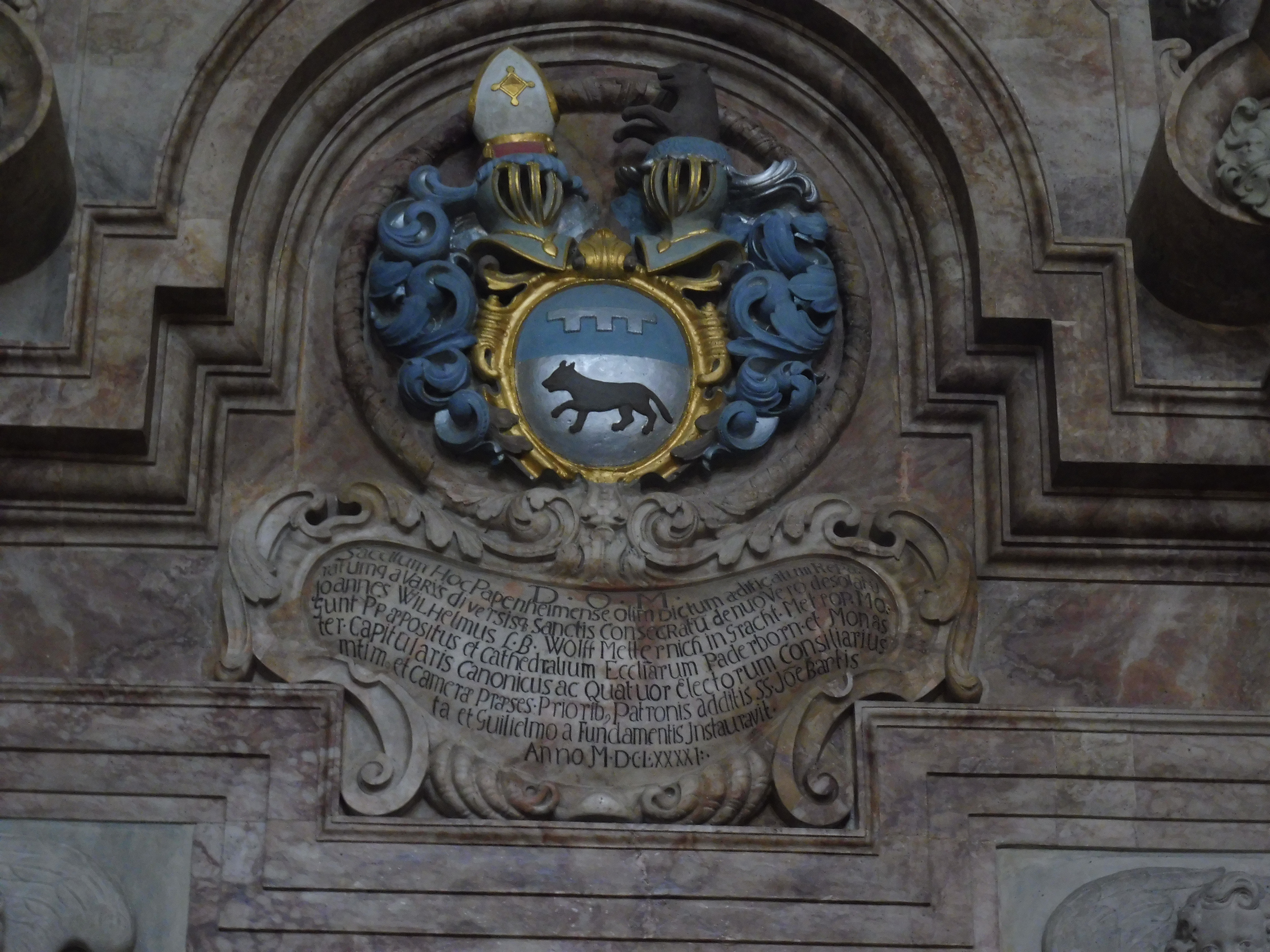
Wappen und Inschrift am Portal der Matthiaskapelle im Paderborner Dom

Johann Wilhelm Wolff von Metternich zur Gracht (* 13. November 1624; † 15. Dezember 1694) war ein adliger Domherr aus dem Geschlecht der Freiherren Wolff von Metternich zur Gracht.

## Herkunft
Er war eines von 16 Kindern der Eheleute Johann Adolf Wolff Metternich zur Gracht (1592–1669) und Maria Catharina geb. von Hall. Sein Vater fungierte als Geheimer Rat und Vertrauter des Herzogs Wolfgang Wilhelm von Jülich-Berg, des Kölner Erzbischofs Ferdinand von Bayern sowie der bayerischen Kurfürsten Maximilian I. und Ferdinand Maria. Der Vater war wiederum von seinen Onkeln, Domdechant Adolph Wolff von Metternich zur Gracht (1553–1619) und Jesuitenpater Wilhelm Wolff von Metternich zur Gracht (1563–1636), erzogen worden. Beide gelten als herausragende tridentinische Reformer im damaligen Bistum Speyer.

## Leben

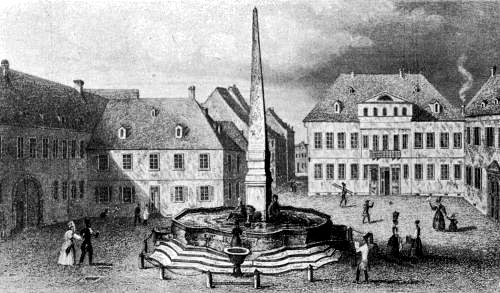
Der Wolff-Metternich-Hof (rechts) am Neubrunnenplatz in Mainz, um 1845

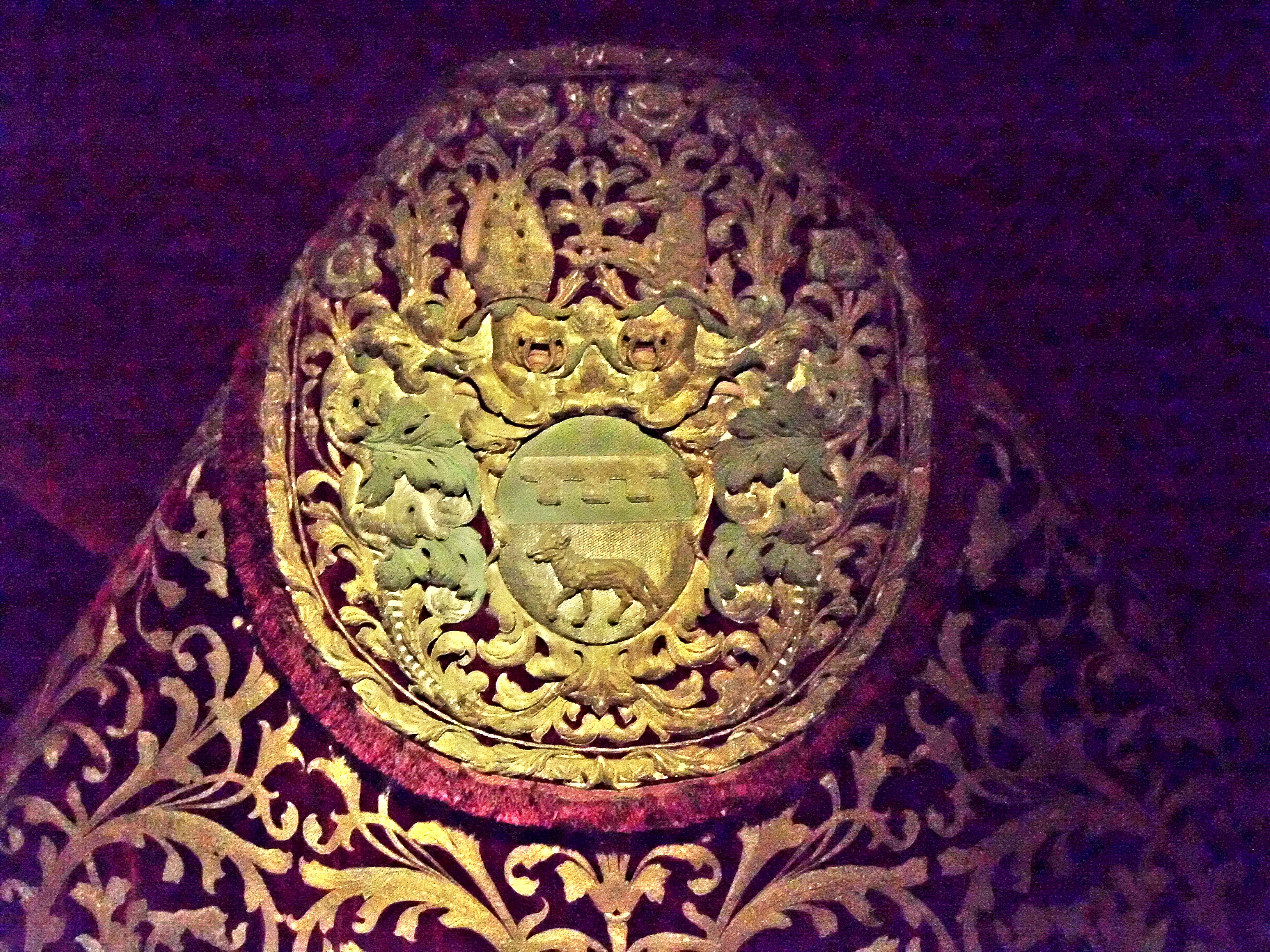
Wappen-Pluviale im Speyerer Domschatz, Historisches Museum der Pfalz, Speyer

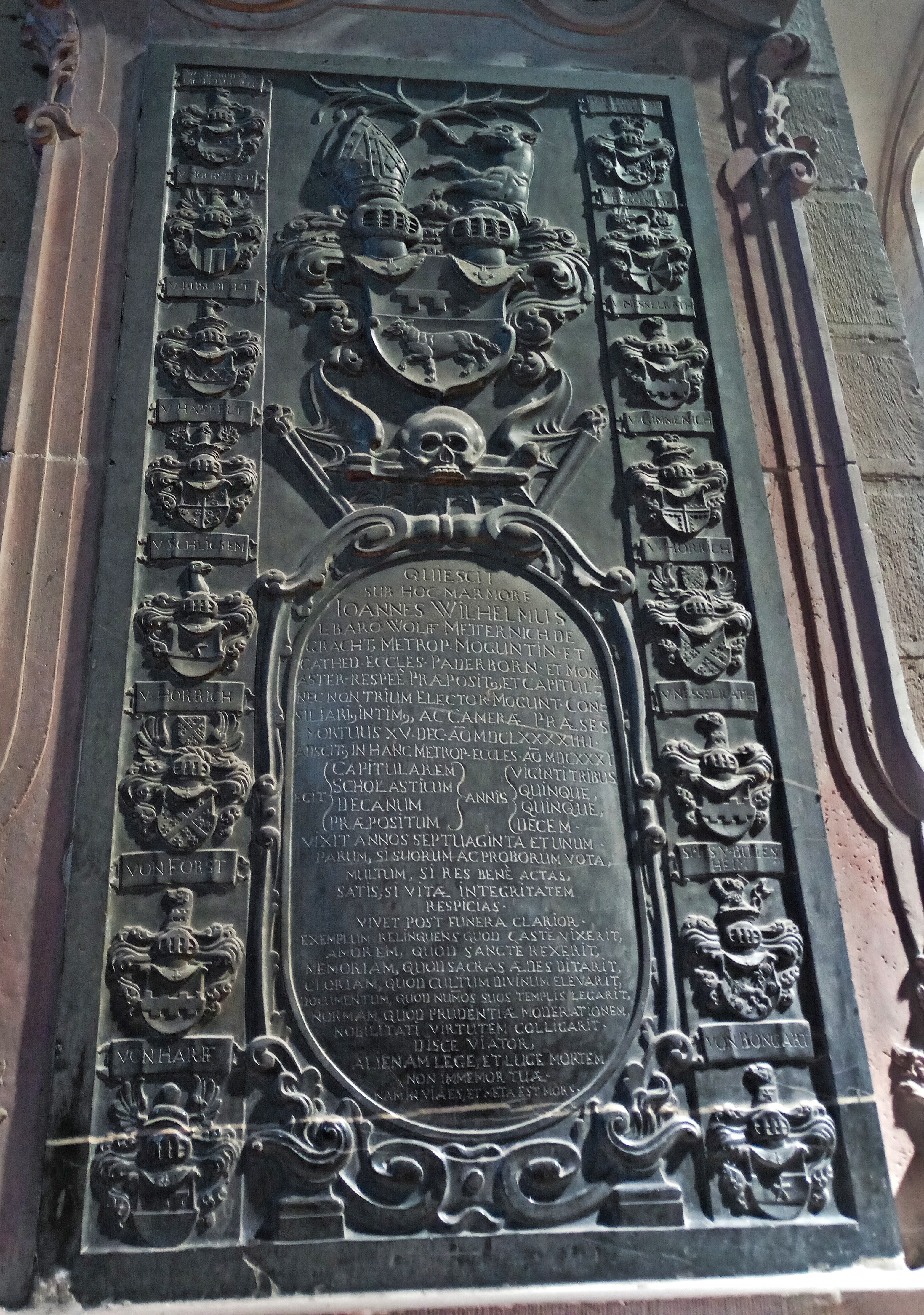
Epitaph im Mainzer Dom

Johann Wilhelm Wolff von Metternich zur Gracht trat in den geistlichen Stand ein. Er wurde Domherr zu Paderborn, 1649 Domkapitular in Mainz. Dort avancierte er 1675 zum Domscholaster, 1679 zum Domdekan und 1685 zum Dompropst, ein Amt, das er bis zu seinem Tod bekleidete. Laut seiner Grabinschrift war er zudem auch Dompropst in Münster und Paderborn sowie Geheimer Rat des Kurfürsten Anselm Franz von Ingelheim.
In Mainz ließ der Geistliche ab 1685 am Neubrunnenplatz im Bleichenviertel den Wolff-Metternich-Hof erbauen, der 1901 dem Neubau der Mainzer Volksbank weichen musste.
In Paderborn amtierte seit 1684 sein Bruder Hermann Werner Wolff von Metternich zur Gracht (1625–1704) als Fürstbischof. Der Paderborner Dom war seit dem Dreißigjährigen Krieg verwüstet und wurde nach und nach wieder hergerichtet. Der Bruder finanzierte die Errichtung bzw. Ausstattung der Elisabethkapelle, Johann Wilhelm Wolff von Metternich übernahm die gleiche Aufgabe für die Matthiaskapelle der Kathedrale.
Seine Schwester Anna Adriana Wolff von Metternich zur Gracht (1621–1698), war ab 1693 Äbtissin zu St. Maria im Kapitol, Köln.
Im Ostchor des Mainzer Doms stiftete Wolff von Metternich zur Gracht 1683 den Maria-Himmelfahrts-Altar, ein Werk von Arnold Harnisch, mit einer Mariendarstellung des Malers Johann Baptist Ruel. Vor diesem ließ er sich wunschgemäß beisetzen. Die Grabplatte ist im Dom erhalten, sie wurde jedoch an eine andere Stelle versetzt. Der qualitative Marmor-Altar wurde 1868 bei einer Umgestaltung der Kathedrale von dem Mainzer Lederhändler Johann Kappes erworben, der ihn für die St.-Michaels-Kirche seiner Heimatgemeinde Lörzweiler stiftete. Dort befindet er sich noch heute als Hochaltar und trägt das Wappenschild des Domherrn.
Im Speyerer Domschatz, der im Historischen Museum der Pfalz zu Speyer ausgestellt ist, befindet sich ein prachtvolles rotes Wappen-Pluviale von Dompropst Johann Wilhelm Wolff von Metternich zur Gracht. Es war eine Stiftung für den Mainzer Dom und gelangte um 1820, zusammen mit anderen sakralen Gegenständen, offenbar aus Aschaffenburg nach Speyer. Als Aschaffenburg an das Königreich Bayern fiel, lagerte dort ein Teil der Mainzer Kirchenschätze, die König Maximilian I. Joseph überwiegend an das damals in seinem Land gerade wiedererrichtete Bistum Speyer verschenkte, zumal dessen erster Bischof Matthäus Georg von Chandelle von dort kam und hier bisher das (ehemals Mainzer) Generalvikariat geleitet hatte.